# New York State Athletic Commission
The New York State Athletic Commission eller blot NYSAC, også kendt som the New York Athletic Commission, er en organisation, der af delstaten New York er autoriseret til at regulere bokse- og brydekampe indenfor delstatens område. NYSAC administrerer licenser til professionelle boksere og brydere og påser overholdelsen af lovgivningen på området, herunder overholdelsen af krav til sikkerhed og lægeligt opsyn. NYSAC varetager endvidere uddannelse af kampledere og dommerne.
NYSAC blev grundlagt i 1920, da boksning blev lovliggjort i staten New York. Kort efter etableringen af NYSAC blev i 1921 som modvægt etableret The National Boxing Association (NBA) af en række andre amerikanske stater, der anså New Yorks indflydelse på professionel boksning for uhensigtsmæssig. De to organisationer optrådte i et vist omfang som konkurrenter, og anerkendte i perioder, særlig i perioden 1927–40 forskellige boksere som verdensmestre i de samme vægtklasser på samme måde som der i dag anerkendes forskellige verdensmestre af de mange større eller mindre bokseforbund. I 1962 blev NBA omdannet til World Boxing Association, hvorefter NYSAC støttede dannelsen af det konkurrerende bokseforbund World Boxing Council, der i perioden frem til 1980'erne var de to eneste globale bokseforbund, der arrangerede VM-kampe.
Kort efter grundlæggelsen i 1920 begyndte NYSAC aktivt at anerkende verdensmestre i de forskellige vægtklasser. Denne praksis fortsatte i et vist omfang op gennem 1930'erne, men ophørte i takt med, at verdensmestrene blev generelt anerkendt på tværs af bokseforbundene. NYSAC havde dog i perioder efter 1940 anerkendt enkelte verdensmestre i forskellige vægtklasser. NYSAC trak i 1967 anerkendelsen af Muhammad Ali som verdensmester tilbage som følge af Alis vægring ved at deltage i Vietnamkrigen, og arrangerede i 1968 en kamp om det ledige mesterskab i sværvægt mellem Joe Frazier og Buster Mathis, der blev vundet af Frazier. Frazier blev dog først generelt anerkendt som verdensmester i klassen, da han i 1970 besejrede den af WBA anerkendte Jimmy Ellis. Den sidste VM-kamp i NYSAC-regi blev afviklet i 1972, da Hedgemon Lewis besejrede Billy Backus i en kamp om NYSAC's version af verdensmesterskabet i weltervægt.
NYSAC har tidligere har en række kendte boksere som formand for organisationen. Således har Eddie Eagan, Jose Torres, Randy Gordon og Floyd Patterson været formænd for NYSAC. Nuværende formand er Melvina Latham.

## Eksterne links
- Officielt website Arkiveret 25. november 2007 hos  Wayback Machine
- NYSAC på boxrec.com